# Kočarija
Kočarija este o localitate din comuna Kostanjevica na Krki, Slovenia, cu o populație de 63 de locuitori.